# Князєв Георгій Михайлович
Георгій Михайлович Князєв (нар. 14 квітня 1907, село Івановка, тепер Хвалинського району Саратовської області, Російська Федерація — ?) — український радянський діяч, секретар Станіславського обласного комітету КПУ, начальник управління «Станіславнафта».

## Біографія
Член ВКП(б).
На 1941—1942 роки — 1-й секретар Сталінського районного комітету КП(б) Азербайджану міста Баку.
На 1943—1944 роки — 1-й секретар Ішимбайського міського комітету ВКП(б) Башкирської АРСР.
У квітні 1945 року затверджений заступником секретаря Станіславського обласного комітету КП(б)У із нафтової промисловості — завідувачем відділу нафтової промисловості Станіславського обласного комітету КП(б)У.
На 1950—1951 роки — завідувач промислово-транспортного відділу Станіславського обласного комітету КП(б)У.
У грудні (затв.) 1951 — вересні 1952 року — секретар Станіславського обласного комітету КП(б)У.
У 1952—1954 роках — завідувач промислово-транспортного відділу Станіславського обласного комітету КПУ.
У вересні (затв.) 1954—1956 роках — секретар Станіславського обласного комітету КПУ.
У 1956—1957 роках — начальник управління «Станіславнафта» Станіславської області.
У червні 1957 — серпні 1959 року — начальник управління нафтогазової і хімічної промисловості Ради народного господарства (раднаргоспу) Станіславського економічного адміністративного району.
З серпня 1959 року — заступник голови Ради народного господарства (раднаргоспу) Станіславського економічного адміністративного району.
Подальша доля невідома.

## Звання
- майор

## Нагороди
- орден Трудового Червоного Прапора (6.02.1942)
- два ордени «Знак Пошани» (24.01.1944, 23.01.1948)
- медаль «За оборону Кавказу»
- медаль «За перемогу над Німеччиною у Великій Вітчизняній війні 1941—1945 рр.» (1945)
- медалі